# Jazz armeno
Il jazz armeno nasce con la prima jazz band di Erevan, formata nel 1936 dal compositore e trombettista Tsolak Vardazaryan. Nel 1938, il compositore Artemi Ayvazyan fondò la Armenian State Jazz Orchestra, la prima nell'Unione Sovietica.

## Storia
Il primo batterista dell'orchestra, Robert Yolchyan, divenne un importante artista del jazz sovietico e armeno, sviluppando il proprio stile nel corso del tempo e continuando a suonare e tenere masterclass fino alla sua morte nei primi anni 2000. Altre jazz band sono state fondate al Nairi Cinema, allo Yerevan Park of Communars, e altri. Nel 1954, Konstantin Orbelyan organizzò un quintetto Estrada per la Radio armena. Nel 1966 il giovane compositore Martin Vardazaryan fondò l'Estrada Orchestra, rinominata negli anni '70 come Estrada Symphonic Orchestra sotto la direzione di Melik Mavisakalyan e Yervand Yerznkyan. Poi Stepan Shakaryan fondò il sestetto jazz Radio, e trii jazz furono fondati da David Azaryan e Artashes Kartalyan. Il pianista jazz Levon Malkhasian ("Malkhas") fondò il suo trio jazz con Armen Toutounjyan ("Chico") e Arthur Abrahamyan. Nel 1998, Malkhas divenne uno degli iniziatori dello Yerevan International Jazz Festival.
Nel 2009 Garik Saribekyan ha fondato la sua "Nuance Jazz Band", che si esibisce nel ethnic jazz. Tra i principali musicisti jazz moderni ci sono il direttore e pianista Armen Martirosyan, i pianisti Vahagn Hayrapetyan ("Petian"), Vardan Ovsepian e Tigran Hamasyan e il sassofonista Armen Hyusnunts.